# Galayagudem
Galayagudem est un village du district d'Eluru dans l'État d'Andhra Pradesh en Inde.
Selon le recensement de l'Inde de 2011, la localité compte une population de 2 374 habitants.

## Histoire
Le temple Achhamma Perantalamma à Galayagudem est construit en 1957. Chaque année, la communauté célèbre un événement de neuf jours connu sous le nom d'Achhamma Perantalu Mahotsavam. 